# Список персонажей серии Final Fantasy VII
Final Fantasy VII (яп. ファイナルファンタジーVII файнару фантадзи: сэбун) — японская ролевая игра, разработанная Square Co Ltd. (ныне Square Enix) и выпущенная Sony Computer Entertainment для игровой приставки Sony PlayStation в 1997 году как седьмая номерная часть серии игр Final Fantasy. В игре присутствует множество персонажей, как главных, так и второстепенных. Вселенную FFVII дополнили несколько сиквелов и приквелов, которые вошли в состав подсерии Компиляции Final Fantasy VII: к ним относятся мобильная игра Before Crisis (2004), анимационный CGI-фильм «Дети пришествия» (2005), шутер Dirge of Cerberus и экшн-RPG Crisis Core (2007). Среди других медиа существуют книжные спин-оффы и OVA Last Order. Сеттинг Final Fantasy VII представляет собой индустриальный или постиндустриальный научно-фантастический мир. Персонажи серии называют его «Планета», в то время как сотрудники Square Enix ссылались на него как на «Гайю» в некоторых рекламных материалах.
Центральным персонажем истории FFVII является Клауд Страйф, высокомерный наёмник, который присоединяется к группе экотеррористов под названием ЛАВИНА, стремящейся помешать мегакорпорации «Син-Ра» истощить жизненную энергию Планеты для использования в качестве источника энергии. По мере развития сюжета конфликт обостряется, и приоритетной задачей главных героев становится спасение мира от нависшей над ним угрозы. В конечном итоге Клауд и его команда сталкиваются с главным антагонистом игры, Сефиротом. Среди других ключевых персонажей игровой серии выделяются: Айрис Гейнсборо, цветочница, которая становится близкой подругой Клауда, Зак Фэйр, друг Клауда, бывший солдат «Син-Ра» и главный герой Crisis Core и Винсент Валентайн, получивший бессмертие в результате экспериментов «Син-Ра» и главный герой Dirge of Cerberus. В основе повествования лежит противостояние Клауда и Сефирота, вокруг которого выстроены сюжеты многих игр серии. Другими протагонистами выступают Турки, представители спецслужбы, которая первоначально работала на «Син-Ра».
Оригинальные персонажи были разработаны Тэцуей Номурой, который ранее создавал дизайн монстров для Final Fantasy VI (1994) и был назначен на пост игрового дизайнера проекта после того, как его работы впечатлили продюсера Хиронобу Сакагути. Номура отвечал за большинство персонажей и их предыстории. Сценаристами оригинальной игры выступили Сакагути, Ёсинори Китасэ и Кадзусигэ Нодзима. Номура, Китасэ и Нодзима также приняли участие в работе над другими играми Компиляции. Игровые журналисты хвалили персонажей FFVII, однако критиковали их роль и поведение в некоторых играх сборника: в то время как отзывы на Crisis Core были преимущественно положительными отзывов, ряд рецензентов раскритиковало решение разработчиков акцентировать внимание на второстепенных персонажах в Dirge of Cerberus, а также негативно высказалось о непонятном представлении персонажей для незнакомых с оригинальной игрой зрителей в «Детях пришествия». На протяжении многих лет главные персонажи, а также некоторые второстепенные герои и злодеи пользовались популярностью в глазах критиков и фанатов франшизы и занимали почётные места в различных списках и топах о лучших персонажах игровой серии Final Fantasy.

## Идея и создание
Первоначально действие Final Fantasy VII должно было разворачиваться в современном мире, однако, после того, как игра начала разрабатываться для PlayStation вместо традиционной для серии Super Nintendo Entertainment System, концепция её сеттинга также претерпела изменение. Впоследствии наработки оригинального мира FFVII использовались в играх Parasite Eve (1998) и  Final Fantasy VIII (1999). Хиронобу Сакагути назначил Тэцую Номуру дизайнером персонажей. Ранее Номура работал над дизайном монстров для Final Fantasy VI. Сакагути был впечатлён качеством раскадровки Номуры для внутриигровых роликов. Когда Номура был назначен дизайнером персонажей, сценарий игры ещё не был завершён, поэтому первым делом он начал создавать героя и героиню, постепенно продумывая их дизайн и черты характера. По завершении работы над героем и героиней, он продолжил придумывать новых персонажей для истории. Во время сдачи иллюстраций руководству Номура также представлял отдельные заметки о персонажах. Одним из последних созданных героев был Зак Фэйр, которого Номура включил в сюжет, чтобы придать отношениям Клауда и Айрис большей глубины. При создании Рэда XIII он хотел выбрать «интересное» имя, которое состояло бы из цвета и цифры. Несмотря на то, что Final Fantasy VII остаётся любимым проектом Номуры, он счёл свои работы «простоватыми» и не соответствующими его «истинному стилю», объясняя их качество техническими ограничениями консоли.
Сюжет игры придумал Сакагути, в то время как большую часть сценария написали Ёсинори Китасэ и Кадзусигэ Нодзима. Именно они продумали сюжетную линию «Син-Ра», взаимодействие Клауда и Сефирота и предысторию Клауда. Одной из ранних концепций FFVII был «Поток Жизни», источник существования Планеты, однако его роль в сюжете претерпела существенные изменения в процессе разработки игры. В основе концепции «Потока Жизни» и сцены смерти Айрис лежала смерть матери Сакагути. Продюсер хотел показать реалистичную смерть героини вместо искусственной «голливудской» .
«Тёмная» тема, заложенная Номурой, проходит через всю Компиляцию благодаря таким персонажам, как Кададжи, Язу и Лоз в «Детях пришествия» и Цвьетс в Dirge of Cerberus. По словам Китасэ, одним из приоритетных направлений в разработке проектов сборника была озвучка персонажей. Поскольку Клауд и Винсент имели схожие личности, сценаристы стремились показать их различия посредством диалогов. Изначально Компиляция должна была состоять из одного единственного фильма о взаимоотношениях Клауда и Тифы, однако впоследствии в неё вошли другие проекты, сосредоточенные на других героях, таких как Зак и Винсент. Сам Номура попросил Хадзимэ Табату, руководителя разработки Before Crisis, создать игру про Турок.
Начиная с «Детей пришествия» дизайн персонажей был существенно переработан. При разработке фильма съёмочная команда быстро поняла, что не сможет перенести героев оригинальной игры в их изначальном виде. Из-за этого разработчикам пришлось пожертвовать некоторыми уникальными чертами персонажей. Редизайн Клауда представлял собой сочетание восьми различных дизайнов, от супердеформированной внешности в FFVII до более реалистичного образа в фильме. Столкнувшись с трудностями анимирования Сефирота, съёмочная группа была вынуждена сократить его экранное время в фильме. Художникам потребовалось два года, чтобы усовершенствовать и доработать его внешний вид. Также Нодзуэ было трудно нарисовать Тифу, фигура которой была «правильной и женственной». При создании Цвьетса для Dirge of Cerberus художники намеревались совместить в нём черты уже имевшихся персонажей в лице Винсента, Клауда и Сефирота. В то же время, в приквеле Crisis Core были задействованы младшие версии героев, которые носили другие костюмы и причёски, но не отличались от классических версий. Создатели игры выбрали главным героем Зака, поскольку судьба персонажа уже была предопределена. Продюсеру Хидэки Имаидзуми понравилось камео Генезиса в секретной концовке Dirge of Cerberus, поэтому, после проведения переговоров с актёром озвучивания персонажа Гактом, он решил добавить Генезиса в Crisis Core и поработать над ним. Создатели также добавили в игру Сефирота, чтобы показать его человеческую сторону. Вместо того, чтобы использовать модели персонажей и графический стиль «Детей пришествия», который на тот момент создавался с помощью технологии десятилетней давности, команда решила создать новые модели персонажей. Номура намеривался сбалансировать реализм «Детей пришествия» с мультяшные стилем. Он отвечал за обновлённый дизайн главных героев, в то время как дизайнер Роберто Феррари создал второстепенных персонажей. Моделирование персонажей курировал Visual Works, отдел Square Enix, отвечающий на CGI. Первоначальный редизайн Клауда Страйфа для Final Fantasy VII Remake сильно отличался от классической версии, но впоследствии был приближен к оригинальной концепции Номуры. Разработчики хотели сделать внешний вид Тифы более реалистичным, так как считали, что прежний дизайн не вяжется со стилем боя героини. Сефирот появляется в игре во время пребывания протагониста в Мидгаре, несмотря на то, что в оригинальной игре его первое появление состоялось гораздо позднее, в воспоминаниях Клауда. Сам Клауд урывками видит судьбу Айрис из версии 1997 года, что подчёркивает альтернативное развитие сюжета. Личности главных героев также подверглись переосмыслению в Remake. Вместо «крутого и сосредоточенного» Клауда из других игр в ремейке его апатичное отношение к окружающим является прикрытием, с помощью которого он пытается скрыть свою неуверенность. Таким образом, Нодзима стремился передать неубедительность его сдержанности. Также Нодзима хотел сделать взаимодействие Клауда, Тифы и Айрис более живым и естественным. Помимо возвращения основных героев, команда разработчиков расширила роль второстепенных персонажей и придумала новых.

### Актёры озвучивания
Режиссёр озвучки игровой серии Kingdom Hearts Тэруаки Сугавара порекомендовал Номуре пригласить японского актёра озвучивания Такахиро Сакураи поработать над каким-нибудь проектом компании. Первоначально Номура попросил Сакураи озвучить главного героя игры The Bouncer (2000), Сиона Барзада, но, услышав его голос, счёл Сакураи более подходящим для роли Клауда. Сакураи получил сценарий без какого-либо визуального ряда и по прибытии на запись был уверен, что будет озвучивать другого персонажа. При работе над «Детьми пришествия», Номура хотел создать контраст между голосами Клауда и Винсента, чтобы подчеркнуть различие между ними. Рассматривая Винсента как более взрослую и зрелую фигуру в сравнении с Клаудом, Номура выбрал Сёго Судзуки в качестве актёра озвучивания Валентайна из-за его низкого голоса. Принимая участие в полноценном продолжении культовой игры Final Fantasy VII, Сакураи испытывал большую ответственность, чем во время озвучивания Клауда в серии Kingdom Hearts. Актёр назвал Клауда из оригинальной игры непохожим на персонажа, которого он озвучил в других проектах Square Enix, в связи с чем ему не всегда легко соотносить два этих образа. У Сакураи было несколько совместных записей с Аюми Ито, исполнительницей роли Тифы. Во время этих записей он чувствовал себя «опустошённым», находя диалоги с Тифой «довольно болезненными для Клауда». По словам Сакурая, он сочувствовал своему персонажу, а также посчитал, что Клауду было тяжело поддерживать откровенные разговоры.
Square Enix пригласила Стива Бёртона озвучить Клауда в английской версии фильма, находясь под большим впечатлением от его актёрской игры в фильме «Последний замок» (2001). В интервью к выходу Kingdom Hearts II, актриса английского дубляжа Рэйчел Ли Кук заявила, что ей понравилось озвучивать Тифу, описав её как «сильную физически и эмоционально, но в то же время чувствительную», а также «очень многогранную». При подготовке к роли, Кук вдохновлялась работой Ито, чтобы понять как должна звучать героиня. По окончании производства «Детей пришествия» Кук поблагодарила Номуру за созданный им фильм, который ей понравился. Мина Сувари стремилась передать материнскую любовь Айрис, чьё присутствие в фильме было эфемерным.
Коди Кристиан, заменивший Бёртона в озвучивании Клауда для английской версии Remake, заявил: «Стив, ты проложил путь. Ты сделал этого персонажа таким, какой он есть, и внёс свой вклад в формирование наследия» и пообещал не посрамить честь предшественника. При подготовке к роли Баррета, Джон Эрик Бентли прибегнул к помощи японских переводчиков, предоставивших ему контекст сцен, которые он должен был записать. Актёр стремился показать своего персонажа глубоким и разносторонним.

## Игровые персонажи

### Клауд Страйф
Клауд Страйф (яп. クラウド・ストライフ Кураудо Суторайфу, англ. Cloud Strife) — главный герой Final Fantasy VII, «Детей пришествия» и Final Fantasy VII Remake, а также второстепенный персонаж в других проектах Компиляции. В Final Fantasy VII он является наёмником, который работает на группу экотеррористов под названием «ЛАВИНА». Клауд ошибочно называет себя бывшим СОЛДАТом, однако впоследствии восстанавливает свои настоящие воспоминания. В большинстве проектов английской версии Компиляции его озвучил Стив Бёртон, за исключением Final Fantasy VII Remake, где Бёртона заменил Коди Кристиан. В японской версии Клауда озвучил Такахиро Сакураи.

### Баррет Уоллес
Баррет Уоллес (яп. バレット・ウォーレス Баррето Уорессу, англ. Barret Wallace) — бывший лидер группы экотеррористов под названием «ЛАВИНА», выступающие против использования «Син-Ра» технологии Мако, которая, по его мнению, убивает Планету. Также является приёмным отцом Марлен, дочери его погибшего друга Дайна. Сначала он не доверяет Клауду и открыто презирает его, считая его бездушным наёмником, однако со временем Баррет меняет своё мнение в лучшую сторону. После распада «ЛАВИНЫ» Баррет решает продолжить миссию по спасению Планеты, начав поиски нового источника энергии, который сможет заменить Мако. Бо Биллингсли озвучил Баррета в «Детях пришествия» и Dirge of Cerberus, а в Final Fantasy VII Remake его заменил Джон Эрик Бентли. В японской версии Баррета озвучил Масахиро Кобаяси; в 2023 году его заменил Масато Фунаки.

### Тифа Локхарт
Тифа Локхарт (яп. ティファ・ロックハート Тифа Роккуха:то, англ. Tifa Lockhart) — подруга детства Клауда. Тифа является одной из главных членов «ЛАВИНЫ», и именно она убеждает Клауда присоединиться к ним в противостоянии с «Син-Ра». В дальнейшем Тифа помогает Клауду восстановить его недостающие воспоминания, когда оба попадают в «Поток жизни», и остаётся единственным персонажем, которому известны подробности о прошлом Клауда. Тифа появляется во всех проектах Компиляции Final Fantasy VII наряду с Клаудом. В большинстве случаев на английском языке её озвучивает Рэйчел Ли Кук, за исключением Final Fantasy VII Remake, где её заменила Бритт Барон. В японской версии Тифу озвучивает Аюми Ито, за исключением игры Ehrgeiz (1998), где в аркадной версии её заменила Ёко Асада, а в консольной Юко Минагути.

### Айрис Гейнсборо
Айрис Гейнсборо (яп. エアリス・ゲインズブール Эарису Гэйндзубу:ру, англ. Aeris/Aerith Gainsborough) — цветочница с улиц Мидгара и последняя представительница расы Цетра (также известной как Древние). Её разыскивает исследовательский отдел «Син-Ра», члены которого убеждены, что она является ключом к поиску легендарной Земли Обетованной. Она знакомится с Клаудом во время первой миссии по уничтожению Мако-реактора, после чего молодой человек становится её телохранителем. Несмотря на смерть Айрис от руки Сефирота во время событий FFVII, героиня продолжает существовать в «Потоке Жизни». Мэнди Мур озвучила Айрис в Kingdom Hearts, Мина Сувари в «Детях пришествия» и Kingdom Hearts II, Андреа Боуэн в Crisis Core, Dissida 012, Mobius Final Fantasy и Kingdom Hearts III Re Mind, а Бриана Уайт в Final Fantasy VII Remake. В японской версии её озвучила Маая Сакамото.

### Рэд XIII
Рэд XIII (яп. レッドXIII Рэддо Сётиин, англ. Red XIII), настоящее имя Нанаки (ナナキ) — могучий разумный представитель неизвестного кошачьего вида, обладающий способностью говорить. В Final Fantasy VII он присоединяется к команде Клауда, члены которой освобождают его из лаборатории Ходзё в здании «Син-Ра». Рэд XIII считал, что его отец, Сето, был трусом, который покинул их дом, Космо Каньон, во время войны с племенем Ги. Тем не менее, по возвращении в Космо Каньон, его приёмный дед Бугенхаген отводит Рэда XIII к окаменевшему тело Сето и рассказывает, что тот пожертвовал своей жизнью, чтобы спасти деревню, и в одиночку противостоял вражеской армии. Узнав правду, Рэд XIII вдохновляется жертвой отца и набирается мужеством, став постоянным участником группы Клауда. Рэд XIII появляется в проектах Компиляции. В Before Crisis он защищает самку из своего вида по имени Дене и попадает в плен к Туркам. В рассказе из серии «На пути к улыбке» «Случай Нанаки» Рэд XIII пытается смириться с тем, что переживёт всех своих друзей ввиду присущего его виду долголетия. Также он ненадолго появляется в «Детях пришествия», где помогает друзьям остановить Багамута СИН, а затем в Dirge of Cerberus, где лежит рядом с Шёлк на ступенях бара «Седьмое небо». В романе «Последняя фантазия VII Неизвестная биография: Турки - С детьми всё в порядке -» Рэд XIII спасает молодую девушку от утопления и кратко пересекается с лидером Турок, Цзэном.
Рэд XIII был четвёртым персонажем, созданным Номурой, который хотел внедрить в группу героев четвероногое существо, несмотря на неизбежные трудности с его визуализацией. Первоначально Рэд XIII задумывался как один из СОЛДАТ. Номура хотел присвоить персонажу необычное имя, остановившись на итоговом варианте. Имя героя сочетало в себе цвет его волос и число 13, считающееся несчастливым. Его настоящее имя, Нанаки, придумали другие разработчики. Татуировки Рэда напоминали раскраску индейцев. Дизайнер добавил огонь на кончик хвоста персонажа, чтобы разбавить цветовую палитру. «Нанаки» звучало как имя североамериканского индейца, что соотносилось с образом и предысторией Рэда XIII. Короткое экранное время персонажа в «Детях пришествия» было обусловлено трудностью генерирования его волос на компьютере. Для создания экшн-сцен с его участием аниматором приходилось создавать четыре отдельных CGI-слоя. Лиам О’Брайен озвучил Рэда XIII в «Детях пришествия», а Макс Миттельман в Final Fantasy VII Remake. Масатика Итимура озвучил его в японской версии «Детей пришествия», а Каппэй Ямагути в Remake.

### Юффи Кисараги
Юффи Кисараги (яп. ユフィ・キサラギ Юфи Кисараги, англ. Yuffie Kisaragi) — дочь лидера народа Вутай, которая разочаровалась в своей родине после того, как та утратила былое величие после войны с «Син-Ра» и превратилась в курортный городок. При первом появлении Юффи устраивает засаду Клауду и его союзникам в джунглях Гонгаги, либо в лесах к югу от Джунона, где игра идентифицирует её как «таинственного ниндзя». Если игрок побеждает её в бою, а затем выбирает несколько правильных ответов во время диалога, она называет своё настоящее имя и присоединяется к команде в качестве одного из игровых персонажей. Во время пребывания в городе Вутай Юффи крадёт материю Партии и скрывается, однако её находит и похищает криминальный лорд Мидгара, развратный Дон Корнео. Когда группа спасает Юффи, она возвращает украденную матерею и продолжает работать с Партией. В английской версии Юффи озвучила Кристи Карлсон Романо в Kingdom Hearts и «Детях пришествия», Мэй Уитман в Kingdom Hearts II, Dirge of Cerberus и Kingdom Hearts III Re Mind, а также Сьюзи Енг в Final Fantasy VII Remake Intergrade. В японской версии её озвучила Юми Какадзу.

### Кат Ши
Кат Ши (яп. ケット・シー Кэтто Си, англ. Cait Sith) — говорящий роботизированный кот. В Final Fantasy VII передвигается на спине неназванного робота-мугла, тогда как в более поздних проектах Компиляции он либо ходит на двух лапах, либо ездит на Рэде XIII. Ката Ши контролирует Рив Туэсти, который изначально намеревался внедриться в группу Клауда и разрушить её изнутри, действуя от лица своих нанимателей из «Син-Ра». Впоследствии меняет своё мнение о членах Партии и решает помочь им, в какой-то момент рискуя собственной жизнью при добыче Чёрной материи, необходимой Сефироту для сотворения заклинания Метеор. Он ненадолго появляется в «Детях пришествия» и Final Fantasy VII Remake, а также играет второстепенную роль в Dirge of Cerberus. На английском языке его озвучил Грег Эллис, а на японском — Хидэо Исикава.

### Винсент Валентайн
Винсент Валентайн (яп. ヴィンセント・ヴァレンタイン Винсэнто Варэнтайн, англ. Vincent Valentine) — секретный персонаж Final Fantasy VII. Он является главным героем игры Dirge of Cerberus и её мобильного спин-оффа. Клауд и другие обнаруживают его спящим в гробу в подвале особняка «Син-Ра», после чего он присоединяется к ним, чтобы остановить Сефирота. Винсент немногословен и редко делится подробностями своего прошлого, которое раскрывается в Dirge of Cerberus и других проектах Компиляции. В английской версии его озвучил Стивен Блум, а в японской — Сёго Судзуки.

### Сид Хайвинд
Сид Хайвинд (яп. シド・ハイウインド Сидо Хаиуиндо, англ. Cid Highwind) — пилот дирижабля. При первом появлении он пытается перезапустить программу по запуску ракеты, которую ранее отменила «Син-Ра» из-за случайных действий его помощницы Шеры. Он обвиняет Шеру в провале запуска, отказавшись прислушаться к её опасениям относительно неисправности кислородных резервуаров. Тем не менее, подозрения Шеры оправдываются во время повторного запуска ракеты в сторону Метеора. В конечном итоге Сид прощает свою ассистентку. Также Сид фигурирует в Before Crisis. В «Детях пришествия» он ненадолго присоединяется к Партии в сражении с Багамутом СИН. В Dirge of Cerberus он помогает Организации по восстановлению мира в штурме штаб-квартиры Дипграунда, а затем участвует в битве против Оружия Омега. В английской версии его озвучил Крис Эджерли, а в японской — Кадзухиро Ямадзи.

### Зак Фэйр
Зак Фэйр (яп. ザックス・フェア Дзаккусу Фэа, англ. Zack Fair) — второстепенный персонаж Final Fantasy VII и главный герой её приквела Crisis Core. В оригинальной игре Зак появляется только в воспоминаниях Клауда. Также он участвует в событиях других проектов Компиляции — Before Crisis, Last Order и «Дети пришествия». Ко всему прочему, Зак является возлюбленным Айрис и тем самым человеком, личность и воспоминания которого перенял Клауд. Кэнъити Судзумурой озвучил персонажа в японской версии, а Рик Гомес в большинстве английских версий, за исключением Final Fantasy VII Remake, где его заменил Калеб Пирс.

### Турки
Турки (яп. タークス Такусу, англ. The Turks) — группа секретных агентов, которые работают на «Син-Ра» во время событий FFVII, после чего становятся независимой структурой. В составе «Син-Ра» их официальным названием было «Следственное подразделение отдела кадров компании „Син-Ра“». В Fantasy VII несколько Турок неоднократно вступают в конфронтацию с главными героями, однако время от времени заключают с ними перемирие и даже объединяют усилия. Также являются игровыми персонажами и главными героями приквела Before Crisis, раскрывающего их деятельность в годы, предшествовавшие событиям оригинальной игры. Игрок управляет одним из одиннадцати неназванных Туурок, каждый из которых имеет свою предысторию, личность, сильные и слабые стороны. За одним исключением, каждый Турок идентифицируется по оружию и полу. Самыми важными Турками в серии являются:
- Рено (яп. レノ) Рено, англ. Reno) и Руд (яп. ルード Рудо, англ. Rude) — ключевые Турки из FFVII, которые изначально находились на службе «Син-Ра» и были врагами членов «ЛАВИНЫ». В «Детях пришествия» являются союзниками Клауда и его друзей, а Before Crisis и Crisis Core освещается их сотрудничество с «Син-Ра». Куинтон Флинн озвучил Рено в большинстве проектов на английском языке, за исключением Final Fantasy VII Remake, где его заменил Арни Пантоя. В японской версии Рено озвучил Кэйдзи Фудзивара[68]. Криспин Фримэн озвучил Руда в большинстве проектов на английском языке, за исключением Final Fantasy VII Remake, где его заменил Уильям Кристофер Стивенс[69]. В японской версии его озвучил Тэйтен Кусуноки[70].
- Елена (яп. イリーナ) Ирина, англ. Elena) — новобранец в рядах Турок. Неопытная и неуклюжая, но очень серьёзно относится к своей работе. Является одним из антагонистов в FFVII и второстепенным персонажем в «Детях пришествия». На английском языке Елену озвучила Беттина Буш, а на японском — Мэгуми Тоёгути.
- Цзэн (яп. ツォン Тсон, англ. Tseng) — лидер Турок, который сменил Вельда после нападения Сефирота на Нибельхейм. Изначально был одним из антагонистов FFVII, появился в качестве союзника главного героя в Crisis Core и предстал второстепенным персонажем в «Детях пришествия». Рюнь Юй озвучил Цзэна в большинстве проектов, за исключением Final Fantasy VII Remake, где его заменили Вик Чао на английском языке[69] и Дзюнъити Сувабэ на японском[71].
- Циссни (яп. シスネ Сисунэ, англ. Cissnei) — игровой персонаж в Before Crisis и второстепенная героиня в Crisis Core. Носит кодовое имя «Сюрикен». Заку представляется как «Циссни», хотя уточняет, что это не её настоящее имя. Кэрри Сэвидж озвучила Циссни на английском языке, а Асуми Накада на японском[72].
- Вельд (яп. ヴェルド Вэрудо, англ. Veld), также известный как Вердо[73] — бывший лидер Турок. Впадает в немилость компании во время конфронтации с «ЛАВИНОЙ», из-за многочисленных неудачных операций и методов использования своих подчинённых в качестве пушечного мяса[74]. В конечном итоге Вельд уходит в отставку, узнав, что его дочь, которую он считал погибшей на задании «Син-Ра», выжила и состоит в рядах «ЛАВИНЫ» под именем Эльфе. Несмотря на объявление врагом «Син-Ра» и мнимую смерть, Вельду удалось выжить и зажить мирной жизнью вместе со своей дочерью[75].
- Легенда (яп. レジェンド(男 Рэджендо, англ. Veld) — один из главных Турок в Before Crisis. Широко известен под псевдонимом «Турок-легенда», который выступает против «Син-Ра» под псевдонимом «Бог смерти». В прошлом был завербован Вельдом. На некоторое время покидает отряд, но затем возвращается после отставки Вельда[76].

В Before Crisis появляются следующие Турки: 
- Шокер — в прошлом возглавлял в Мидгаре байкерскую банду, занимавшуюся угонами мотоциклов и стычками с другими бандами, из-за чего является умелым бойцом и непревзойдённым мотогонщиком. При попытке угнать мотоцикл из охраняемого гаража «Син-Ра» был изловлен Рено. Вместо наказания Вельд предложил Шокеру вступить в ряды Турок. Как и Рено, Шокер вооружён увесистой дубинкой с разрядником[77].
- Пистолет — старшая сестра Елены. Отец обеих девушек преподавал в Военной Академии «Син-Ра», которую Пистолет окончила с отличием и прославилась среди выпускников как самый меткий стрелок. Её талант к точной и быстрой стрельбе из огнестрельного оружия так впечатлил Вельда, что тот предложил Пистолет присоединиться к Туркам. Пистолет — серьёзная и не склонная к юмору девушка, находится в натянутых отношениях со своей младшей сестрой[77].
- Два пистолета — бывший телохранитель мидгарского мафиози Дона Корнео. На своей прошлой работе научился исключительно быстро и точно стрелять с двух рук. Устав от политической борьбы в нижнем городе, он покинул трущобы Мидгара, и присоединился к Туркам. Тем не менее, Два Пистолета не смог окончательно отпустить криминальную жизнь, поэтому неоднократно завершал простейшие миссии неблагополучным образом[77].
- Дробовик — профессиональная охотница, родившаяся в богатой и влиятельной семье. Она никогда не испытывала ни в чём нужды, работа для неё — скорее хобби, чем дело заработка. К оружию и охоте она привыкла с самого детства и потому является опытным стрелком. Падка на похвалу и потому постоянно старалась привлечь к себе всеобщее внимание — это была одна из причин вступить в ряды Турок[77].
- Рукопашный бой — парень — бывший детектив из Коста-дель-Соль, где он успешно раскрыл несколько запутанных дел. Отважен, вспыльчив и напорист, как в работе, так и в личной жизни. Под влиянием эмоций может совершить поступки, о которых будет жалеть, что и произошло во время его последнего расследования. Был вынужден покинуть Коста-дель-Соль и принять предложение Турок[77].
- Рукопашный бой — девушка — наёмница, которая прошла через многие битвы и привыкла подчиняться приказам, из-за чего она чувствует себя комфортно в рядах Турок. Очень серьёзная женщина, относящаяся к своей работе со всей ответственностью и не допускающая спешки: она осторожна, хладнокровна и расчётлива[77].
- Катана — молодой фехтовалищик из Гонгаги, питающий слабость к женскому полу. Предпочитает долго не задерживаться на одном месте. В родной деревне боятся его непревзойденного владения мечом. В попытках спасти своего друга Катана убил множество людей, в результате чего попал в тюрьму. Вышел на свободу при условии присоединиться к Туркам[77].
- Нунчаки — молодой человек, родившийся в богатой семье и выросший в тепличных условиях — все его желания немедленно исполнялись. Отказался от своего наследия и вступил в ряды Турок, чтобы открыть для себя другую сторону жизни. Он очень гордится своей принадлежностью к Туркам и старается постоянно следовать идеалам группы[77].
- Метательные ножи — юная девушка из Корела, вооружённая метательными ножами. Одинока и замкнута, находит утешение в работе. Её родители погибли во время войны между «Син-Ра» и Вутаем, поэтому она изо всех сил стремится построить новый мир, чтобы не допустить наступления новых политических конфликтов и трагедий. Метательные ножи чувствительна и несколько неуклюжа из-за старой пулевой раны[77].

## Антагонисты

### Сефирот
Сефирот (яп. セフィロス Сэфиросу, англ. Sephiroth) — главный антагонист Final Fantasy VII и «Детей пришествия». Был легендарным СОЛДАТом «Син-Ра», который сошёл с ума, узнав историю своего происхождения. Он отринул свою человеческую сущность и возжелал стать богом при помощи «Потока Жизни», источника существования Планеты. Он преследует и мучает Клауда на протяжении всей Final Fantasy VII и убивает Айрис в Забытом городе. В конечном итоге Клауд побеждает и уничтожает его в финале игры, однако Сефирот воскресает в «Детях пришествия», но вновь терпит поражение от руки Клауда. Также Сефирот появляется практически во всех частях Компиляции Final Fantasy VII. На английском языке Сефирота озвучил Джордж Ньюберн, за исключением первой части Kingdom Hearts, где персонажа озвучил Лэнс Басс и Final Fantasy VII Remake, где его озвучил Тайлер Хеклин. На японском языке в большинстве случаев его озвучил Тосиюки Морикава, за исключением Ehrgeiz, где его озвучил Синъитиро Мики.

### Дженова
Дженова (яп. ジェノバ Джэноба, англ. Jenova) — внеземная форма жизни, потерпевшая крушение на Планете за две тысячи лет до событий FFVII. В большинстве проектов Компиляции изображается как женщина-гуманоид. Дженова несёт ответственность за заражение вирусом представителей расы Цетра, что привело к их вымиранию. Тем не менее, небольшой группе удалось запечатать Дженову в гробнице, которую впоследствии раскопала «Син-Ра». Она ошибочно приняла Дженову за Цетра и использовала образцы её останков в экспериментах по созданию СОЛДАТ и Сефирота. Как в Final Fantasy VII, так и в «Детях пришествия» Сефирот и Дженова стремятся взять под контроль Планету и использовать её в качестве ковчега для передвижения по космосу в поисках нового мира. В «Детях пришествия» Руфус прячет последние останки Дженовы, за которыми охотятся остатки Сефирота, намеревающиеся воскресить его с их помощью. Из-за Дженовы жители Планеты некоторое время страдали от болезни геостигмы после поражения Сефирота и отравления «Потока Жизни».
Изначально Дженова задумывалась как враждебная область мозга людей, которые обладали уникальными генами. Имя «Дженова» должно было быть взято из книги, написанной Цетра. В «Детях пришествия» персонажи называли останки Дженовы «головой Дженовы», однако те представляли собой лишь несколько разрознённых скоплений клеток. Термин «голова» был использован лишь потому, что создатели фильма не смогли придумать более подходящий вариант. На раннем этапе разработки существовала идея, что для завершения воскрешения Сефирота Кададж должен был съесть клетки Дженовы. Геостигма, вызванная присутствием Дженовы в «Потоке Жизни», — одна из неиспользованных концепций Final Fantasy X.

### Руфус Синра
Руфус Синра (яп. ルーファウス神羅 Руфаусу Синра, англ. Rufus Shinra) — бывший вице-президент «Син-Ра», который вступил в должность президента после того, как его отец был убит Сефиротом. На протяжении большей части Final Fantasy VII предстаёт бессердечным, хитрым и безжалостным человеком, который не брезгает жестокими методами при управлении компании, в связи с чем отец Руфуса при жизни всячески отстранял его от руководства. В Before Crisis становится известно, что Руфус анонимно снабжал ЛАВИНУ информацией, которая позволила бы организации убить его отца. Потерпевший неудачу Руфус был помещён под домашний арест. Тем не менее, вскоре после смерти отца он встаёт во главе компании и начинает править железной рукой. Он возглавляет миссию по поиску Земли Обетованной, а также руководит действиями «Син-Ра» в противостоянии с ОРУЖИЕМ. Руфус считался погибшим во время уничтожение его офиса, вызванного попаданием энергетического луча Алмазного ОРУЖИЯ, однако в «Детях пришествия» выясняется, что он выжил, но перенёс тяжелые травмы. В рассказе из серии «На пути к улыбке» под названием «Случай „Син-Ра“» описываются детали его выживания, планы на будущее, а также процесс заражения геостигмой.
В «Детях пришествия» Руфус завладевает останками Дженовы. Он заявляет о своём намерении возместить ущерб Гайе, который ей нанесла «Син-Ра». Президент передвигается на инвалидной коляске, а всё его тело покрывает белая простыня, под которой, как становится известно впоследствии, он прячет останки Дженовы. Несмотря на отсутствие Руфуса в Dirge of Cerberus, в игре есть несколько намёков о том, что тот тайно финансирует Организацию по восстановлению мира. В «Детях пришествия» Руфуса озвучил Уолли Уингерт, а Джошуа Боуман в Final Fantasy VII Remake. Тору Окава на японском языке.

### Профессор Ходзё
Профессор Ходзё (яп. 宝条 Ходзё, англ. Hojo) — биологический отец Сефирота и бывший глава «Научного департамента» «Син-Ра», который покинул свой пост после нападения Рэда XIII в штаб-квартире «Син-Ра». Исследуя Дженову, он внедрил её клетки в своего нерожденного ребёнка, в результате чего на свет появился Сефирот. Кроме того, Ходзё был человеком, даровавшим Винсенту бессмертие. В Final Fantasy VII Ходзё пытается помочь Сефироту воплотить его план в жизнь, но терпит поражение от руки Клауда и его союзников. Тем не менее, в Dirge of Cerberus выясняется, что ему удалось оставаться в живых достаточно долго, чтобы сохранить цифровую копию самого себя во всемирной сети. Впоследствии он берёт под контроль тело Вайса и пытается призвать с его помощью ОРУЖИЕ Омега, чтобы истощить «Поток Жизни» Планеты и отправиться в космос на поиски нового мира. В конечном итоге Винсент побеждает его, заручившись поддержкой Неро, который сливается с Вайсом и освобождает его из-под контроля Ходзё, что приводит к уничтожению учёного. Также Ходзё кратко фигурирует в Before Crisis, Last Order и Crisis Core. На английском языке его озвучили Пол Эйдинг в Dirge of Cerberus и Crisis Core и Джеймс Си в Final Fantasy VII Remake и Crisis Core: Final Fantasy VII Reunion. В японской версии Dirge of Cerberus, Last Order и Crisis Core его озвучил Нати Нодзава, а в Remake — Сигэру Тиба.

### Кададж, Язу и Лоз
Кададж (яп. カダージュ Кададзю, англ. Kadaj), Язу (яп. ヤズー Йазу, англ. Yazoo) и Лоз (яп. ロッズ Роззу, англ. Yazoo) — антагонисты анимационного фильма «Дети пришествия». Будучи известными как «Остатки», они являются воплощением воли Сефирота, которые намереваются воскресить его с помощью образцов своей «матери» Дженовы и отомстить миру. На пути к осуществлению заветной цели они сталкиваются с последними представителями «Син-Ра» и Клаудом. В конечном итоге Кададж успешно сливается с клетками Дженовы, что приводит к воскрешению Сефирота. Как и последний получает смертельное ранение от Клауда и умирает у него на руках, в то время как Язу и Лоз погибают во время последнего нападения на Клауда.
Остатки олицетворяют различные аспекты личности Сефирота: Кададж — жестокость, Лоз — силу, а Язу — харизму. Поскольку в основе фильма лежит тема «следующего поколения», все трое моложе Клауда и Сефирота. По изначальной задумке сценаристов Кададж носил прозвище «Потерянное имя». Сётаро Морикубо, Юдзи Киси и Кэндзи Номура озвучили Кададжа, Язу и Лоза на японском языке, а Стивен Стэйли, Дэйв Виттенберг и Фред Таташор — на английском.

### Дипграунд
Дипграунд (яп. ディープ グラウンド ソルジャー Дипу Гураундо Сорудза, англ. Kadaj) — военная структура, члены которой являются антагонистами игры Dirge of Cerberus. Была создана «Син-Ра» в качестве совершенно секретного подразделения при помощи генной инженерии. Лидеры Дипграунда известны как «Цвета» и представляют собой элиту, оснащённую генетическим материалом из организма Генезиса Рапсодоса. Ранее их контролировали бывшие хозяева, известные как Ограничители, однако один из Цветов, избежавший попадания под контроль, убил их лидера. Во время событий Dirge of Cerberus ими манипулирует Ходзё, который пытается пробудить ОРУЖИЕ Омега, чтобы истощить «Поток Жизни» и покинуть Планету во время последующей катастрофы. Все члены Дипграунда погибли, за исключением Шёлк и Вайса, тело которого унёс Генезис в неизвестном направлении. В состав Цветов входят:
- Бесцветный Вайс (яп. 純白の帝王ヴァイス Дзюнпаку но Тэйт Ваису, англ. Weiss the Immaculate) — лидер Цветов и старший брат Неро. Находясь под контролем Ходзё большую часть игры Вайс является её главным антагонистом. В японской версии Dirge of Cerberus его озвучил Дзёдзи Наката, а в английской — Дэйв Боут[100]. В Final Fantasy VII Remake Intergrade его озвучил Даман Миллс[101].
- Тёмный Неро (яп. 漆黒の闇ネロ Сиккоку но Йами Неро, англ. Nero the Sable) — член Цветов и младший брат Вайса. Обладает способностью управлять тьмой, разрушительной силой, из-за которой до начала событий Dirge of Cerberus содержался в заключении. В японской версии Dirge of Cerberus его озвучил Рётаро Окиаю, а в английской — Майк Рок[100]. В Final Fantasy VII Remake Intergrade его озвучил Шон Чиплок.
- Лазурный Азул (яп. 蒼きアスール Аоки Азуру, англ. Azul the Cerulean) — физически самый сильный член группы, а также хозяин Шёлк. Дебютирует в Before Crisis в качестве кандидата на вступление в СОЛДАТЫ, после чего привлекает внимание «Син-Ра», которая включает его в состав Дипграунда[102]. В японской версии его озвучил Тессё Гэндой, а в английской — Брэд Абрелл[100].
- Багряная Россо (яп. 朱のロッソ Ака но Россо, англ. Rosso the Crimson) — член Цветов с садистскими наклонностями, проявившимися во время обучения Дипграунда. Извлекает из тела Винсента протоматерию, необходимую для активации ОРУЖИЯ Омега[103]. В японской версии её озвучила Ацуко Танака, а в английской — Мэри Элизабет Макглинн[100].
- Прозрачная Шёлк (яп. 無色のシェルク Мусики но Шэруку, англ. Rosso the Crimson) — самый юный член группы и младшая сестра Шалуа Руи. Была похищена «Син-Ра» в девятилетнем возрасте и подверглась эксперименту, в результате которого обрела способность перемещать своё сознание во всемирную сеть Планеты. Не стареет, из-за чего выглядит как ребёнок, и нуждается в постоянных инъекциях Мако, чтобы оставаться в живых[104]. В японской версии её озвучила Фумико Орикаса, а в английской — Кэри Уолгрен[100].

### Генезис Рапсодос
Генезис Рапсодос (яп. ジェネシス ・ラプソードス Джэнесису Рапусодосу, англ. Genesis Rhapsodos) — персонаж, дебютировавший в Dirge of Cerberus, который является антагонистом Crisis Core. Как и Сефирот появился на свет в рамках проекта Дженовы, однако, в отличие от него не был стабильным образцом, из-за чего начал страдать от процесса распада клеток, известного как «деградация», получив ранение во время тренировочного поединка с Сефиротом и Энджилом. Заключив союз с опальным учёным «Син-Ра» по имени Холландер, Генезис восстаёт против корпорации, и начинает искать способ остановить его деградацию, используя стабилизированные клетки Сефирота. В конечном итоге терпит поражение от руки Зака и излечивается от деградации с помощью «Потока Жизни». Впоследствии его тело забирают члены Дипграунда, которые присваивают ему кодовое имя «G» и используют для создания Цветов. Отказавшись участвовать в осуществлении плана Цветов после их восстания, он запечатывает себя в пещере. В секретной концовке Dirge of Cerberus Генезис пробуждается и заявляет о своём намерении защитить Планету.
Генезис создавался по образу своего сэйю, певца Гакта, который также сочинил и исполнил песни для Dirge of Cerberus. Продюсер Crisis Core Хидэки Имаидзуми изначально намеревался включить Генезиса в игру в качестве камео, однако счёл эпизодическое появление персонажа пустой тратой времени и провёл переговоры с Гактом на предмет его более активного участия в проекте. Гакт хотел поработать над персонажем и придумал некоторые черты его личности и манеры. В дальнейшем Гакт начал часто носить костюм Генезиса на своих концертах. В английской версии Dirge of Cerberus Генезиса озвучил Робином Аткином Даунсом, а в Crisis Core его заменил Оливер Куинн.

## Прочие персонажи

### ЛАВИНА
ЛАВИНА (яп. アバランチ Абаранти, англ. AVALANCHE) — организация экотерорристов и по совместительству основная группа повстанцев, противостоящая «Син-Ра», которая выступает против производства энергии на основе Мако, поскольку этот процесс истощает Планету. Существовало две версии организации: члены первой были антагонистами Before Crisis, в то время как в состав второй вошли многие из главных героев FFVII. Первый состав ЛАВИНЫ был уничтожен по вине их лидера, а второй разгромила «Син-Ра» во время нападения на седьмой сектор Мидгара. Известно несколько членов организации:
- Фухито (яп. フヒト Фухито, англ. Fuhito) — научный мозг ЛАВИНЫ и антагонист Before Crisis. Имея искажённое представление о том, как люди наносят вред Планете, он приходит к выводу, что человечество должно быть уничтожено, дабы Планета получила возможность исцелиться. Фухито пытается осуществить свой план при помощи Циркониады, могущественного монстра[102]. В конечном итоге ему удаётся поглотить силу Циркониады, однако учёный проигрывает Туркам, после чего его убивает Шиас[111].
- Эльфе (яп. エルフェ Эруфэ, англ. Elfé) — лидер ЛАВИНЫ, а также пропавшая дочь Вельда Фелиция (яп. フェリシア Фериша, англ. Felicia). Долгое время считалась погибшей во время неудачной операции, в ходе которой также умерла её мать, а родной город был разрушен. Выжившую Фелицию доставили на один из исследовательских объектов «Син-Ра», где Ходзё имплантировал в её тело материал Циркониада[102]. «Син-Ра» приказала Туркам застрелить Эльфе и Вельде, однако те фальсифицировали их смерть, чтобы дать отцу и дочери шанс на мирное существование[75].
- Шиас (яп. シアーズ Шиазу, англ. Shears) — заместитель командира ЛАВИНЫ. Всем сердцем верит в Эльфе и испытывает недоверие к Фухито. Постепенно осознаёт, что Фухито хочет использовать Эльфе, чтобы выведать секреты находящейся в её теле материи. Заключает союз с Турками ради спасения Эльфе и, в конечном итоге жертвует собой, чтобы уничтожить Фухито[111].
- Биггс (яп. ビッグス Биггусу, англ. Biggs) и Ведж (яп. ウェッジ Вэидзи, англ. Wedge) — члены ЛАВИНЫ, которые помогли Баррету и Клауду уничтожить один из реакторов Мако[112]. Оба погибли во время обороны седьмого сектора. Сюхэем Сакагути и Такаюки Асаи озвучили Биггса и Веджа в Final Fantasy VII Remake на японском языке[113], а Гидеон Эмери и Мэтт Джонс — на английском[114].
- Джесси (яп. ジェシー Джэси, англ. Jessie) — член ЛАВИНЫ и подруга Биггса и Веджа, которая также приняла участие в уничтожении реактора Мако и погибла во время нападения на седьмой сектор. В Final Fantasy VII Remake Джесси носит фамилию «Расберри». В этой же игре выясняется, что она присоединилась к ЛАВИНЕ после несчастного инцидента с её отцом, который впал в кому по вине «Син-Ра»[115]. Кроме того, Джесси неоднократно флиртует с Клаудом[116]. Сатоми Мория озвучила Джесси в Final Fantasy VII Remake на японском языке, а Эрика Линдбек — на английском[113].

### Рив Туэсти
Рив Туэсти (яп. リーブ・トゥエスティ Рибу Туэсути, англ. Reeve Tuesti) — бывший глава Отдела городского развития «Син-Ра», а также контролёр роботизированного кота Ката Ши. В Final Fantasy VII Рив изначально противостоял ЛАВИНЕ, однако затем раскаялся в своих действиях и помогал группе Клауда найти Сефирота при помощи Ката Ши. Был ненадолго арестован после мнимой смерти Руфуса, однако затем вышел на свободу и помог эвакуировать население Мидгара во время падения Метеора. Также Рив сообщает Эльмире Гейнсборо о смерти её приёмной дочери Айрис. Также Рив эпизодически появляется в Before Crisis в качестве архитектора, ответственного за проектирование реакторов Мако, помогая Туркам от лица Ката Ши. Несмотря на его отсутствие в «Детях пришествия», голосовое сообщение Рива можно услышать на мобильном телефоне Клауда. Он играет важную роль в Dirge of Cerberus, где является основателем Организации по восстановлению мира, обеспечивающей защиту Планеты. Ко всему прочему, Рив фигурирует в новелле из серии «На пути к улыбке» под названием «Дело Дензела» и его OVA-адаптации. В большинстве случаев его озвучил Джеймисон Прайс, за исключением Final Fantasy VII Remake, где Прайса заменил Джон Рут на английском языке и Бандзё Гинга — на японском.

### Марлин
Марлин (яп. マリン Марин, англ. Marlene) — маленькая дочь друзей Баррета, Дайна и Элеоноры, и приёмная дочь Баррета. Элеонора была убита во время нападения «Син-Ра» на её родной город Корал за несколько лет до начала событий Final Fantasy VII. Баррет удочерил её, посчитав, что Дайн мёртв, в то время как сам Дайн думал, что его дочь погибла. Некоторое время спустя, Баррет столкнулся с выжившим из ума Дайном. После сражения с ним Дайн доверил Баррету позаботиться о Марлин и совершил самоубийство. На протяжении большей части Final Fantasy VII Марлин остаётся на попечении Эльмиры, приёмной матери Айрис. Во время событий «Детей пришествия» она живёт вместе с Клаудом, Тифой и Дензелем, пока Баррет ищет новый источник энергии для Планеты. Она повлияла на решение Клауда воссоединиться со своими друзьями и дать отпор остаткам Сефирота. Миа  Цудзурахара озвучила Марлин на японском языке, а Грейс Ролик — на английском. В версии Complete Сумирэ Морохоси переозвучила её на японском языке, а Ариэль Винтер — на английском. В Final Fantasy VII Remake Бриэль Милла озвучила Марлин на английском языке.

### Шалуа Руи
Шалуа Руи (яп. シャルア・ルーイ Шаруа Руи, англ. Shalua Rui) — эпизодический персонаж в Before Crisis и второстепенный — в Dirge of Cerberus. Когда «Син-Ра» насильно поместила её сестру Шёлк в подразделение Дипграунд, Шалуа отправилась на её поиски и обзавелась поддержкой ЛАВИНЫ. В дальнейшем, на заданиях организации она потеряла свой правый глаз и руку и получила многочисленные внутренние повреждения. Это побудило её покинуть ряды ЛАВИНЫ. В Dirge of Cerberus она стала участницей Организации по восстановлению мира. Шалун спасла Винсента, когда тот был повержен силой Хаоса. В дальнейшем вновь помогает Винсенту и Шёлк, однако, из-за повреждения механизма жизнеобеспечения и разрушения искусственной руки впадает в кому. Ю Асакава озвучила Шалуа на японском языке, а Ким Май Гест — на английском. 

### Энджил Хьюли
Энджил Хьюли (яп. アンジール・ヒューレーイ Эндзиру Хьюрэ, англ. Anjīru Hyūrē) — СОЛДАТ первого класса, друг и наставник Зака, близкий друг Генезиса и Сефирота, а также первый владелец меча Бастера. Появился на свет в рамках того же проекта, что и Генезис, после чего восстал против «Син-Ра» и некоторое время работал с Генезисом. Как и в случае с Генезисом у Энджила начался клеточный распад, в результате чего он начал считать себя монстром и заключил союз с Заком. Тот, в конечном итоге, был вынужден остановить Энджила и убить его. В дальнейшем, бывший директор программы СОЛДАТ Лазард Деузейзерик приобрёл клетки Энджила и приобрёл не только его внешность, но и моральные качества. Лазард и ещё одна копия Энджила, похожая на волка, погибли, спасая Клауда от сил «Син-Ра». Кадзухико Иноуэ озвучил Энджила на японском языке, а Джош Гилман — на английском.

### Лукреция Кресцент
Лукреция Кресцент (яп. ルクレツィア・クレシェント Рукурециа Курэсэнто, англ. Lucrecia Crescent) — учёный «Син-Ра», фигурировавшая в FFVII и сыгравшая важную роль в Dirge of Cerberus. В прошлом работала в Нибельхайме под руководством Ходзё, вместе с которым занималась исследованием энергии Хаоса. Эта энергия была введена Винсенту, когда тот был Турком и её телохранителем. Также Лукреция является биологический матерью Сефирота. Гложимая чувством вины за свои действия, она запечатала себя внутри кристалла, благодаря чему обрела бессмертия, но в то же время осталась отрезанной от внешнего мира. Её воспоминания перешли Шёлк, что позволило ей общаться с Винсентом.
Изначально Лукреция не играла важной роли в FFVII. Разработчикам испытали трудности с добавлением героини в Dirge of Cerberus, полагаясь лишь на концепт-арт с низкой детализацией и внутриигровую модель из оригинальной игры. При создании новой модели Лукреции художники взяли за основу внешность Сефирота, придя к выводу, что тот унаследовал материнские черты, а не отцовские. Рио Нацуки озвучила Лукрецию на японском языке, а Эйприл Стюарт — на английском.

### Дензел
Дензел (яп. デンゼル Дэнзэру, англ. Denzel) — маленький мальчик, который живет вместе с Клаудом, Тифой и Марлин в городе Эдж. Он дебютировал в «Детях пришествия», по сюжету которого страдал от неизлечимой болезни геостигмы. Его и многих других заболевших детей обманули и привезли в Древний город Цетра, где они попали под влияние Кададжа. Дензел приходит в себя после того, как Тифа защищает его от Баламута СИНа. Впоследствии исцелился от геостигмы благодаря целительной воде из церкви Айрис. В «Детях пришествия» Кёсукэ Икэда озвучил Дензела озвучен на японском языке, а Бенджамин Брайан — на английском. В версии Complete Кадзуму Идзава переозвучил Дензела на японском языке, а Аарон Рефвем — на английском.

## Восприятие
Критики высоко оценили оригинальный дизайн персонажей FFVII. GameSpot отметил, что, несмотря на отсутствие эффекта новизны, именно «взаимодействие Клауда с другими персонажами, в особенности с Сефиротом, делает историю такой уникальной». В своей рецензии на игру Тьерри Нгуен из Computer Gaming World похвалил как сюжет, так и развитие персонажей: «в процессе прохождения эти персонажи вызывают у вас интерес, и вы так сильно привязываетесь к ним, что можете подпрыгнуть от шока во время кульминации первого диска. Final Fantasy VII вызывает такие эмоции». Стив Бауман из журнала Computer Games Magazine назвал персонажей «прикольными», отметив, что герои «творили чудеса» над некоторыми посредственными диалогами. Саймону Паркину из Eurogamer понравились «понятные мотивы, желания и недостатки» персонажей. RPGFan в целом положительно оценил персонажей, в частности Клауда, Тифу и Сефирота, акцентировав внимание на том, что «хотя на первый взгляд они, безусловно, соответствуют определённым стереотипам, при более детальном рассмотрении они выходят за рамки этих предубеждений и предстают убедительными и сложными людьми».
Немногие западные рецензенты высказались о первом проекте Компиляции, мобильной игре Before Crisis, на момент её релиза. Авторам AnimeFringe понравилась концепция игры, где «хорошие и плохие парни поменялись ролями». «Дети пришествия» получили смешанные отзывы критиков. Карло Сантос из Anime News Network резюмировал, что из-за темпа повествования и контекста фильма у зрителей не было достаточно времени, чтобы познакомиться с персонажами. Эту позицию разделил Джон Эриани из Mania Entertainment, который указал на отсутствие представления некоторых персонажей и неясность мотивов антагонистов. Крис Карл из IGN раскритиковал узкую направленность фильма на фанатов оригинальной игры, но похвалил как английскую, так и японскую озвучку. Майкл Беккет из RPGamer не остался под большим впечатлением от сюжета фильма, но согласился, что в нём «есть некоторые интересные вещи, связанные с менее раскрытыми персонажами игры, хотя большая часть времени отходит Клауду».
Персонажи Dirge of Cerberus получили смешанные, преимущественно положительные отзывы. Джереми Данэм из IGN высказался о героях благоприятно, с комментарием: «новые персонажи довольно хорошо раскрываются, а некоторые из старых героев сияют как никогда ярко». Также ему понравился образ Винсента и его роль в повествовании. Роб Фэйхи из Eurogamer назвал вращение сюжета вокруг персонажей, которые не играли особой роли в FFVII, одним из слабых моментов игры. Также рецензент высказал мнение, что люди незнакомые с оригинальной игрой будут чувствовать себя потерянными в Dirge of Cerberus. Грег Мюллер из GameSpot похвалил стремление игры показать происхождение и развитие Винсента, однако назвал новых персонажей невнятными. Персонажи Crisis Core в целом понравились игровым журналистам. Кевин Ванорд из GameSpot был в восторге от роли Зака и Сефирота в сюжете: «то, как органично вплетены и связаны их истории, которые готовят почву для событий Final Fantasy VII, делает Crisis Core не только лучшей ролевой игрой для PSP, но и одной из лучших японских RPG за последние годы». В своём ревью для IGN Райан Клементс одобрительно высказался о сосредоточении истории на Заке и его взаимодействии с другими персонажами. Джерард Виллоррия из GameSpy также отнёс к числу сильных сторон игры освещение отношений старых персонажей. При этом рецензент находил новых героев и их предыстории «в равной степени интересными».
IGN охарактеризовал ремейк как скопление «эмоциональных арок» И IGN и GameSpot разделили мнение, что у Клауда самая примечательная арка в ремейке, а благодаря озвучки Коди Кристиана не самый социально адаптированный персонаж становится ещё более симпатичным для игроков. Идея о существовании четырёх персонажей с именем Сефирот натолкнула VG247 на мысль, что ремейк в состоянии удивить даже бывалых и подкованных игроков. Siliconera понравилось то, как Сефирот преследует игрока на протяжении всей игры. Тем не менее, сайт-обозреватель отметил, что, несмотря на статус ремейка, игра иначе толкует различные ключевые моменты повествования наподобие фильмов Rebuild of Evangelion, которые также пересказывают события аниме, но с многочисленными изменениями. Критики не обошли стороной и второстепенных персонажей, в частности Баррета и Айрис, отметив большой потенциал персонажей в грядущих сиквелах.
В книге The World of Final Fantasy VII: Essays on the Game and Its Legacy Клауд рассматривается как Мессия, а Тифа и Айрис позиционируются как одни из его главных сторонников, которые помогают ему раскрыться и победить Сефирота, хотя в конце повествования Клауд разделяет победу вместе со своими «столпами». Несмотря на то, что Клауд никогда не ассоциируется с Богом, он должен защищать Божий мир, в то время как Сефирот примеряет роль Сатаны, которого Клауд обязан непременно превзойти.
Персонажи Final Fantasy VII и Компиляции пользуются большой популярностью и часто упоминаются как одни из лучших героев как внутри игровой серии Final Fantasy, так и за её пределами во всей игровой индустрии. На сайте IGN они занимают первое место среди лучших персонажей франшизы. Также в  2014 году на сайте обозревателя несколько персонажей FFVII занимали лидирующие позиции в списке «10 лучших персонажей серии в целом». Сефирот остаётся одним из самых популярных злодеев в истории видеоигр, будучи единогласно признанным персоналом Electronic Gaming Monthly как «лучший босс в видоеиграх» в октябре 2005 года. В конце 2007 года Dengeki PlayStation назвал Клауда Страйфа лучшим персонажем всех времён в своей ретроспективной статье о PlayStation. Айрис заняла 5-е место, Тифа — 8-е, Сефирот - 14-е, Рено - 15-е, а Юффи - 42-е место. Клауд занял 2-е место в опросе читателей Famitsu, посвящённом любимым протагонистам видеоигр в Японии. В списке лучших персонажей Final Fantasy по версии Complex, персонажи из Final Fantasy VII заняли семь из двадцати мест, причём Сефирот и Клауд расположились на 3-м и 1-м местах. Ко всему прочему, образ Клауда нашёл отражение в будущих персонажах серии, в частности на основе него создавалась Лайтнинг, главная героиня игры Final Fantasy XIII и её сиквелов.